# Tyrannochthonius infernalis
Espèce
Tyrannochthonius infernalis est une espèce de pseudoscorpions de la famille des Chthoniidae.

## Distribution
Cette espèce est endémique d'Alabama aux États-Unis,. Elle se rencontre dans la grotte Jess Elliot Cave dans le comté de Jackson.

## Description
Le mâle holotype mesure 2,10 mm et les femelles de 1,75 à 2,15 mm.

## Publication originale
- Muchmore, 1996 : The genus Tyrannochthonius in the eastern United States (Pseudoscorpionida: Chthoniidae). Part II. More recently discovered species. Insecta Mundi, vol. 10, p. 153-168 (texte intégral).